# Savannah Sanitoa
Savannah Sanitoa, född 30 april 1987, är en friidrottare som tävlar internationellt för Amerikanska Samoa. Hon är mest känd för att ha tävlat i 100 meter vid världsmästerskapen i friidrott 2009 i Berlin.
2006 representerade Sanitoa Amerikanska Samoa vid JVM i friidrott 2006 i Peking. Hon tävlade i 100 meter för damer och kom åtta och sist i sitt lopp vilket ledde till att hon åkte ur. Hon sprang distansen på 14.56 sekunder.
2006 var hon med i världsmästerskapen i friidrott 2009 där hon tävlade i 100 meter och kom sexa i sitt lopp vilket inte ledde till någon vidare framgång. Hon sprang distansen på 14.23 sekunder, vilket var 0.16 sekunder långsammare än hennes personliga rekord på 14.07 sekunder.